# Rondeau M382
La Rondeau M382 è una vettura Sport prototipo da competizione costruita in 7 esemplari a partire dal 1982 dalla Automobiles Jean Rondeau. Derivata dalla M379C dell'anno precedente, è l'ultima evoluzione della Rondeau M379, di cui conserva il disegno del telaio.

## Storia
Per il 1982, anno dell'introduzione delle Gruppo B e Gruppo C nelle gare di durata, la squadra francese si pose l'obbiettivo di conquistare Le Mans e l'intero Campionato mondiale Endurance. Diede vita ad un nuovo progetto in osservanza dei nuovi regolamenti di Gruppo C che, oltre a focalizzarsi sul consumo di carburante per livellare le prestazioni, permettevano molta libertà ai progettisti, i quali, a parte un vincolo regolamentare nella parte posta immediatamente dopo le ruote anteriori, potevano realizzare vetture che sfruttassero l'effetto suolo.

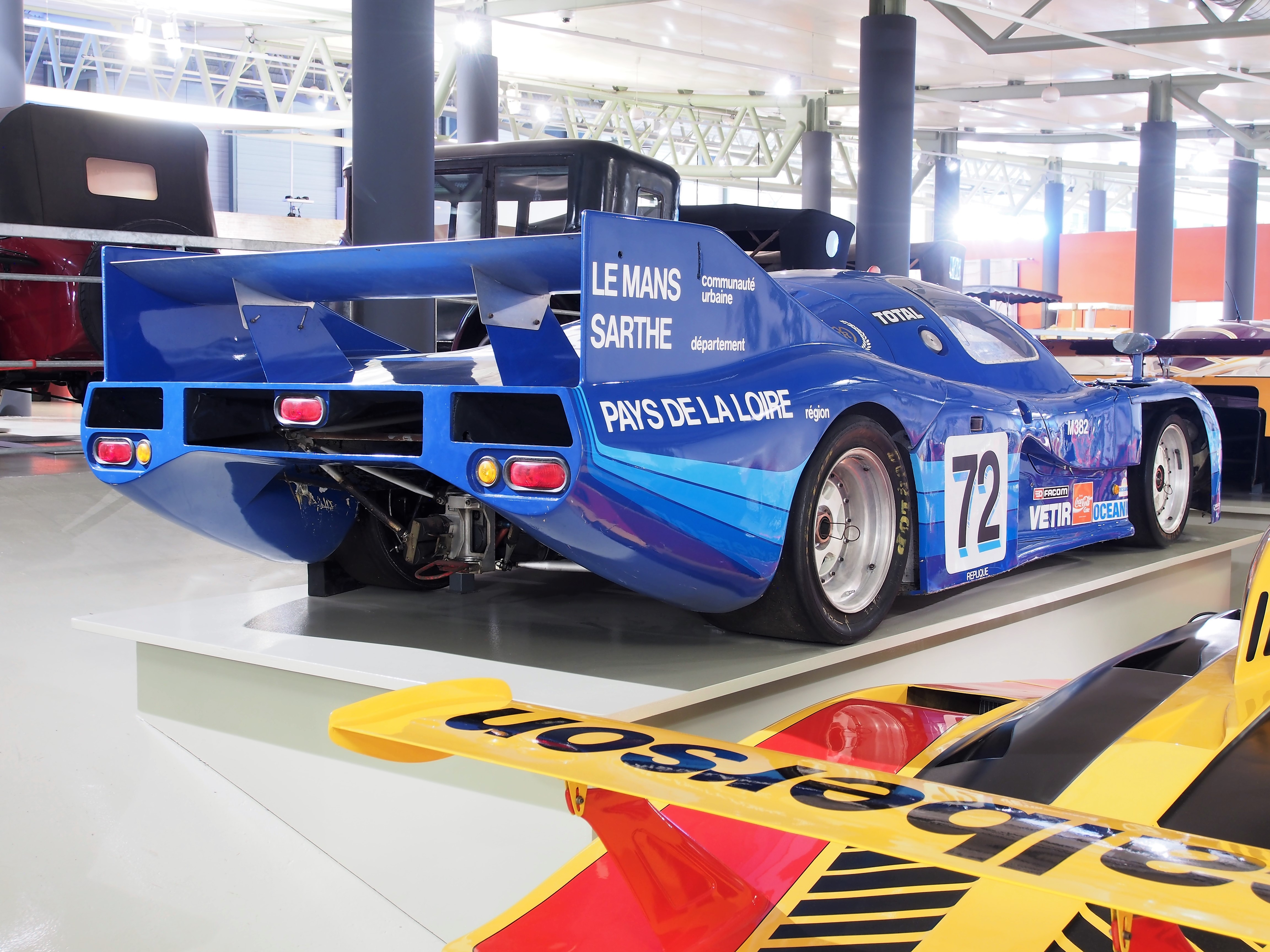
vista posteriore della Rondeau M382

Rondeau mise in cantiere la sua Gruppo C, quella che sarebbe poi diventata la M482: una vettura dotata di telaio monoscocca e una raffinata aerodinamica, ma per una serie battute d'arresto e ritardi nello sviluppo del progetto la nuova vettura non sarebbe stata pronta per la 24 Ore di Le Mans 1982. 
Decise perciò di contare su quanto di buono avesse già in officina e quindi accoppiò il telaio della precedente M379C con le sospensioni posteriori "entrobordo" appena sviluppate per la nuova vettura, per interferire il meno possibile con i flussi aerodinamici sotto la scocca, nella zona del retrotreno. Nacque così la M382, spinta dal motore Ford Cosworth DFL da 3,9 litri derivato dal precedente 3,3 litri mediante l'allungamento della corsa dei pistoni (mantenne però la possibilità di montare anche propulsori diversi). Con passo maggiorato e dotata di una carrozzeria in vetroresina simile a quelle delle sue antenate, rinunciava alla parziale carenatura delle ruote posteriori a favore di un maggiore sbalzo posteriore.
La reputazione delle vetture di Jean Rondeau, vista la vittoria a Le Mans nel 1980 e il secondo e terzo posto del 1981, era talmente elevata che alla fine del 1981 l'artigianale costruttore francese vendette a scatola chiusa la sua M382 a due diverse squadre statunitensi, quella di Gary Belcher e la "Golden Eagle" di Bill Koll, a cui furono consegnati i primi due esemplari realizzati, mentre il terzo esemplare costruito fu venduto a Christian Bussi, che con esso sostituì la sua obsoleta Porsche 935.

## Risultati sportivi
1982
Le prime M382 a scendere in pista furono i due esemplari statunitensi: impegnate nel Campionato IMSA corsero alla 24 Ore di Daytona nel gennaio 1982 spinte da un motore Ford Cosworth DFV e nel seguito della stagione furono dotate di motori Chevrolet V8 da 5 litri e oltre, che creavano meno problemi di manutenzione (la Cosworth non poteva garantire oltreoceano lo stesso livello di servizio disponibile per i clienti europei). Ma la stagione fu costellata di ritiri e solo una volta la vettura del "Golden Eagle" andò a podio, arrivando terza alla 100 miglia di Sears Point.

Jean Rondeau e la Rondeau M382 alla 1000km di Monza 1982

Intanto, al di qua dell'oceano, le rivali più accreditate della M382 nel mondiale Endurance furono la Porsche 956 e la Ford C100, anch'esse debuttanti nella nuova categoria. Henri Pescarolo vinse con Giorgio Francia la 1000 km di Monza, gara inaugurale, si classificò 5º alla 6 Ore di Silverstone in coppia con Gordon Spice, arrivò 2º alla 1000 km del Nürburgring con Rolf Stommelen. La 24 Ore andò alla squadra ufficiale Porsche che ottenne una tripletta con le già affidabilissime 956, mentre le tre Rondeau ufficiali si ritirarono per problemi al motore e i team "Primagaz" (con la M379C) e "Auto Sport Christian Bussi" ottennero solo il 10º e il 15º posto. All'ultima gara del mondiale costruttori, la 1000 km di Spa, François Migault e Gordon Spice arrivarono solo quinti, dietro a tre Porsche e a una Lancia LC1.
A fine anno Rondeau sembrava aver vinto il mondiale Costruttori, ma i 15 punti conquistati da una Porsche 930 (versione da competizione della Porsche 911 Turbo) privata iscritta nel Gruppo B dal "Müllerbräu Team" alla 1000 km del Nürburgring, dove la squadra ufficiale Porsche era assente, privarono del titolo il pilota-costruttore.
1983
Nella stagione successiva l'Automobile Jean Rondeau utilizzò le M482, mentre le M382 furono cedute a team privati. Quell'anno la vettura vecchia fu utilizzata praticamente solo a Le Mans: al Circuit de la Sarthe erano presenti tre M382: quella del team "Christian Bussi", pilotata da Daniel Herregods, Jean-Paul Libert e Pascal Witmeur, quella della "Communauté Pays de Loire" (telaio #007 - unica gara disputata), con Xavier Lapeyre, Alain Cudini e Dany Snobeck e quella della "Primagaz", guidata da Lucien Guitteny, Pierre Yver e Bernard de Dryver. Delle 7 diverse Rondeau in gara, solo la M382 del team "Christian Bussi" vide il traguardo piazzandosi in 19ª posizione, mentre cinque vetture si ritirarono per vari problemi al motore e la M382 della "Primagaz" fu squalificata.
Gli anni seguenti
Tra il 1984 e il 1986 le M382 furono ancora impiegate sporadicamente in gara, ma la loro obsolescenza tecnica non permise di ottenere risultati di rilievo.